# Takahiro Kawamura
Takahiro Kawamura (jap. 河村崇大, Kawamura Takahiro; * 4. Oktober 1979 in Shimada) ist ein ehemaliger japanischer Fußballspieler.

## Karriere
Takahiro Kawamura erlernte das Fußballspielen in der Jugendmannschaft des Erstligisten Júbilo Iwata in Iwata. Hier unterschrieb er 1998 auch seinen ersten Vertrag. 1999 wurde er nach Argentinien zu River Plate, einem Verein aus Buenos Aires, der in der Primera División spielte, ausgeliehen. Zum japanischen Club Cerezo Osaka, einem Verein der J1 League, wurde er 2006 ausgeliehen. Kawasaki Frontale, ein Erstligist, lieh in 2007 aus. Nach Vertragsende in Iwate wechselte er 2009 nach Tokio zum Zweitligisten Tokyo Verdy. Nach Thailand wechselte er im Jahre 2010. Hier unterschrieb er in Bangkok einen Vertrag beim thailändischen Erstligisten Police United. Nach einer Saison ging er zum Ligakonkurrenten TOT SC. Bis 2015 spielte er 89 Mal für den Club und schoss dabei 13 Tore. 2016 wechselte er nochmal eine Saison zum Erstligisten BEC Tero Sasana FC, ebenfalls ein Club, der in Bangkok beheimatet ist. Nach Ende der Saison 2016 beendete er seine Laufbahn als Fußballspieler.

## Erfolge
Kawasaki Frontale
- J.League Cup: 2007 (Finalist)